# 帝乃三姊妹意外地容易相處。
《帝乃三姊妹意外地容易相處。》是由平川彩創作的日本漫畫，於2021年12月在小學館的周刊少年Sunday開始連載，2022年3月開始發行單行本。截至2025年7月，累積發行量超過150萬卷。
2024年7月宣布製作成為電視動畫，於2025年7月播出。

## 剧情介绍
優是天才女演員的兒子，但無論做什麼都低於平均水平。母親去世後，在她熟人的介紹下住進了帝乃家，與活躍於文藝、武術領域的天才三姊妹住在一起，天才和凡人。本以為不好相處的三姊妹，沒想到逐漸被優真誠且認真的「普通」吸引！？三姊妹的心境隨著與他的生活而開始轉變。呈現出天才與凡才交織出戀愛與家庭的故事。

## 登場人物
綾世優（聲：日向未南）
本作主角。才華學園普通科2年級生。個性堅強，並不在意周遭人的期望或失望。有時，他會表現出一種令人生畏的氣勢，不容忍任何反對意見，並會堅持自己的觀點。擅長做家務，主要是打掃和做飯。在愛情方面，他非常拘謹。雖然對三姊妹有著“親情之愛”，但卻沒有意識到她們對自己的“異性之愛”。
帝乃一輝（聲：天海由梨奈）
女主角之一。帝乃家的長女。才華學園演藝科3年級生。她是一位演技天才，才華洋溢，憑藉著出色的演技和歌唱實力，加上得天獨厚的外貌以及高䠷身材，能夠輕鬆演藝高難度角色，將那些被認為不可能重演的角色演活，也在海外贏得了極高的讚譽，在校內外都深受人們喜愛。飲食方面不喜歡紅蘿蔔、青椒、香菇、茄子、苦瓜和木耳。後來意識到自己對優的感情後，她開始幫他做家務，兩人的關係也逐漸加深。有一次因自己不小心絆倒，而與優意外接吻。
帝乃二琥（聲：古賀葵）
女主角之一。帝乃家的次女。才華學園體育科2年級生，是學校空手道社的社長兼主將。身材在三姊妹當中較為嬌小，但她擁有出色的身體能力，體能超群，曾多次在各類武術比賽中獲得冠軍。說話略帶粗魯，但她對自己和他人都很認真，在自家的道場獨自練習時也不遺餘力，也重視飲食的營養均衡。內心對可愛的衣服和配件很感興趣。自從她與住進帝乃家的優以及姊妹們的關係發生變化後，她開始更加注意自己的女性氣質。
帝乃三和（聲：青山吉能）
女主角之一。帝乃家的三女。才華學園升學科1年級生，在學習的各方面都很優秀，但與學校裡的同學格格不入，總是獨自一人。喜歡吃甜食。智商高達180以上。是活躍的女子職業將棋選手，以至於將棋界對她的未來寄予厚望。曾多次贏得將棋、圍棋、國際象棋比賽以及國際數學競賽的冠軍。雖然在各方面的學習都很優秀，但她並不擅長體育，喜歡貓。
綾世昴（聲：茅野愛衣）
優的母親。是個天才女演員，具備文、武、藝三種才能於一身。優也承認自己的母親是一位“天才”，但正因如此，優經常被周圍的人拿來與天才母親作比較，招致旁人失望和嘲笑。深愛著兒子優，但她繁忙的日程和不善言辭的性格卻引發彼此的誤解。在她患病住院後與優和解，但不久後便去世，她留下遺願，希望兒子優能有一個幸福的家庭。
帝乃三姊妹的父親（聲：松風雅也）
帝乃三姊妹的父親。他與優的母親昴相識已久，對她心存感激，因此收留了優住進帝乃家，與活躍於文、武、藝三種領域的天才三姊妹住在一起。另一方面讓優協助她們克服即將到來的瓶頸。也是一位極度自律的人，堅信天賦至上，平庸毫無價值。當他看到女兒們與優相處融洽時，便產生警惕並質疑。
矢乙女櫻
女流棋士，她自稱是三和的對手。綁著雙馬尾。就讀於與才華學園不同的高中1年級生。也是三和的粉絲，比任何人都更了解三和的實力。
龍巳隼人（聲：大塚剛央）
岩山高中三年級學生，也是其學校空手道社的社長兼主將，並且在高中空手道界稱霸。
白石星奈
被稱作是天才女演員綾世昴的接班人。她精通外語，體能和文藝方面表現出色，也出演過多部海外作品，獲得了極高的評價。
黑川銀河
一位年輕的演員，他能夠完美演繹任何角色。也是一位天才歌手。
鮫島美玲
一位女性電影導演，她擅長激發演員的才華。在學生時期憑藉一部低成本電影橫掃國內外獎項，如今在全球打造出一系列的熱映佳作，堪稱備受期待的年輕天才。

## 出版書籍
| 卷數 | 小學館         | 小學館                 | 東立出版社     | 東立出版社             |
| 卷數 | 發售日期       | ISBN                   | 發售日期       | ISBN                   |
| ---- | -------------- | ---------------------- | -------------- | ---------------------- |
| 1    | 2022年3月17日  | ISBN 978-4-09-851038-2 | 2024年11月25日 | ISBN 978-626-02-2394-6 |
| 2    | 2022年7月15日  | ISBN 978-4-09-851152-5 |                |                        |
| 3    | 2022年10月18日 | ISBN 978-4-09-851347-5 |                |                        |
| 4    | 2022年12月16日 | ISBN 978-4-09-851490-8 |                |                        |
| 5    | 2023年3月16日  | ISBN 978-4-09-851774-9 |                |                        |
| 6    | 2023年7月18日  | ISBN 978-4-09-852126-5 |                |                        |
| 7    | 2023年10月18日 | ISBN 978-4-09-852856-1 |                |                        |
| 8    | 2024年1月18日  | ISBN 978-4-09-853076-2 |                |                        |
| 9    | 2024年4月17日  | ISBN 978-4-09-853222-3 |                |                        |
| 10   | 2024年7月18日  | ISBN 978-4-09-853436-4 |                |                        |
| 11   | 2024年10月18日 | ISBN 978-4-09-853638-2 |                |                        |
| 12   | 2024年12月18日 | ISBN 978-4-09-853810-2 |                |                        |
| 13   | 2025年3月18日  | ISBN 978-4-09-854022-8 |                |                        |
| 14   | 2025年6月18日  | ISBN 978-4-09-854153-9 |                |                        |
| 15   | 2025年7月4日   | ISBN 978-4-09-854173-7 |                |                        |

## 電視動畫

### 製作人員
- 原作：平川彩（日语：ひらかわあや）
- 導演：松林唯人
- 劇本統籌：伊神貴世
- 角色設計：井上裕亮
- 主要動畫師：宮崎司
- 色彩設計：土井和
- 美術監督：東潤一
- 美術設計：伊藤瞳
- 攝影監督：朝日康平
- 3D監督：森重柚香
- 道具設計：牧野博美
- 2D設計：吉垣誠
- 特殊效果：村上正博
- 編輯：高橋步
- 音樂：橫山克
- 音響監督：明田川仁
- 音響製作：マジックカプセル（日语：マジックカプセル）
- 動畫製作：P.A.WORKS[9]
- 製作：Aniplex

### 主題曲
片頭曲
演唱：禮衣，作詞、作曲、編曲：くじら (作曲家)
第1話為片尾曲
片尾曲
（第2、5、6話）
演唱：帝乃一輝（CV：天海由梨奈），作詞：葉人，作曲、編曲：藤井健太郎
One Road（第3、7、8話）
演唱：帝乃二琥（CV：古賀葵），作詞：葉人，作曲、編曲：Meis Clauson
Sunrise Prism（第4話）
演唱：帝乃三和（CV：青山吉能），作詞：葉人，作曲：藤井亮太，編曲：

### 各话列表
| 话数    | 标题               | 剧本     | 分镜       | 演出       | 作画监督 | 总作画监督 | 首播日期       |
| ------- | ------------------ | -------- | ---------- | ---------- | --- | ---------- | -------------- |
| home.01 | 天才与凡人         | 伊神貴世 | 松林唯人   | 太田知章   | 田中未来、佐佐木洋也、樱井拓郎、百代、叶昌 | 井上裕亮   | 2025年 7月10日 |
| home.02 | 她的祕密           | 伊神貴世 | 松林唯人   | 上野谦矢   | 池田孝辉、大浦梓、高桥谅梧、吉田裕美、近藤明也圭、古保里祐子                                                                                                   | 清泽唯人   | 7月17日        |
| home.03 | 我想和你们成为家人 | 伊神貴世 | 铃木龙太郎 | 铃木龙太郎 | 田中未来、舘崎大、吉田肇、佐佐木洋也、Seo Chae Young、Song Hyun Ju、Choi Eunyoung、Park Younghee、Kim Jungrim、Park Sun OK、Lee Sung Hi                        | 井上裕亮   | 7月24日        |
| home.04 | 三人的回忆         | 伊神貴世 | 铃木龙太郎 |            | 百代、樱井拓郎、加藤明日美、叶昌、王家梁、Seo Soo Min、刘文慧、李子俊、渠逸臣、何善智、黄飞                                                                    | 井上裕亮   | 7月31日        |
| home.05 | 父親的教誨         | 伊神貴世 | 松林唯人   | 金元会     | Yu Min Zi、Kim Jong Bum、Hwang In Bum、Um Ju Hyeong、Park Ju Hyeon、Lee Mi Gyeong、Shin Su Ryeon                                                               | 井上裕亮   | 8月7日         |
| home.06 | 這是約會           | 伊神貴世 | 淺井義之   | 筑紫大介   | 田中未来、佐佐木洋也、樱井拓郎、Song Hyun Ju、Choi Eunyoung、Park Younghee、Choi Hyejeong、Park Sun OK、Seo Chae Young                                         | 井上裕亮   | 8月14日        |
| home.07 | 真正的理由是什麼   | 伊神貴世 | 鎌倉由實、 | 藤井康雄   | 足立裕貴（株式会社ゼノトゥーン）、森遠奈、小澤宏貴、今井史枝、劉文慧、陳小倩、李子俊、黄飛、渠逸辰、何善智（岸影動画）、狄艮（上海樊特姆動画）、Fincrossed Studio、Koeda Animation | 井上裕亮   | 8月21日        |
| home.08 | 绝对能赢           | 伊神貴世 | 铃木龙太郎 | 太田知章   | 田中未来、百代、樱井拓郎、舘崎大、Seo Chae Young、Park Younghee                                                                                                | 井上裕亮   |                |

### BD／DVD
| 卷數 | 發行日期           | 收錄話數      | 規格編號      | 規格編號      |
| 卷數 | 發行日期           | 收錄話數      | BD            | DVD           |
| ---- | ------------------ | ------------- | ------------- | ------------- |
| 1    | 2025年10月1日预定  | 第1話—第2話   | ANZX-18031/2  | ANZB-18031/2  |
| 2    | 2025年10月29日预定 | 第3話—第4話   | ANZX-18033/4  | ANZB-18033/4  |
| 3    | 2025年11月26日预定 | 第5話—第6話   | ANZX-18035/6  | ANZB-18035/6  |
| 4    | 2025年12月24日预定 | 第7話—第8話   | ANZX-18037/8  | ANZB-18037/8  |
| 5    | 2026年1月28日预定  | 第9話—第10話  | ANZX-18039/40 | ANZB-18039/40 |
| 6    | 2026年2月25日预定  | 第11話—第12話 | ANZX-18041/2  | ANZB-18041/2  |

## 外部連結
- 電視動畫官方網站（日語）
- 電視動畫官方的X（前Twitter）（日語）